# Apicomplexa
Az Apicomplexa (más néven Apicomplexia) az Alveolata nagyrészt parazita tagokból álló törzse. Legtöbbjük egyedi sejtszervecske-szerkezettel rendelkezik, benne az apikális komplex membránt tartalmazó nem fotoszintetikus apikoplasztisszal. Az apikális alakot (például a Ceratium furca esetén) a gazdasejtbe kerüléshez használja.
Tagjai egysejtűek és spóraképzők. Legtöbbjük állati obligát endoparazita, kivéve az eredetileg a Chytridiomycota divisióba sorolt, a tengeri állatokban szimbionta Nephromycest és a Chromeridát, melynek egyes tagjai korallok fotoszintetikus partnerei. Csak egyes ivarsejtjei rendelkeznek mozgásra alkalmas szerkezetekkel, például ostorral vagy állábbal.
Sokrétű csoport, közéjük tartoznak például a Coccidia, a Gregarinasina, a Piroplasmida, a Haemogregarinidae és a Plasmodiidae.
Tagjai többek közt az alábbi betegségeket okozzák:
- babesiózis (Babesia)
- malária (Plasmodium)
- cryptosporidiózis (Cryptosporidium parvum)
- ciklosporiázis (Cyclospora cayetanensis)
- cisztoizosporiázis (Cystoisospora belli)
- toxoplazmózis (Toxoplasma gondii)

A név két latin szóból (apex – csúcs, complexus – behajlás – a sporozoita sejtszervecskéi után) származik. Az egykori Sporozoa – egy ostorok, csillók és állábak nélküli parazita protozooncsoport – legnagyobb részét alkotja. Az Apicomplexa legtöbb tagja azonban vitorlázva mozog adhézió és kis statikus miozinmotorok révén. A többi fő ág az Ascetosporea (Rhizaria), a Myxozoa (erősen levezetett bordásmedúzák) és a Microsporidia (gombákból származnak). Néha a Sporozoát az Apicomplexa szinonimájának vagy részének tekintik.

## Leírás

Apicomplexa-szerkezet

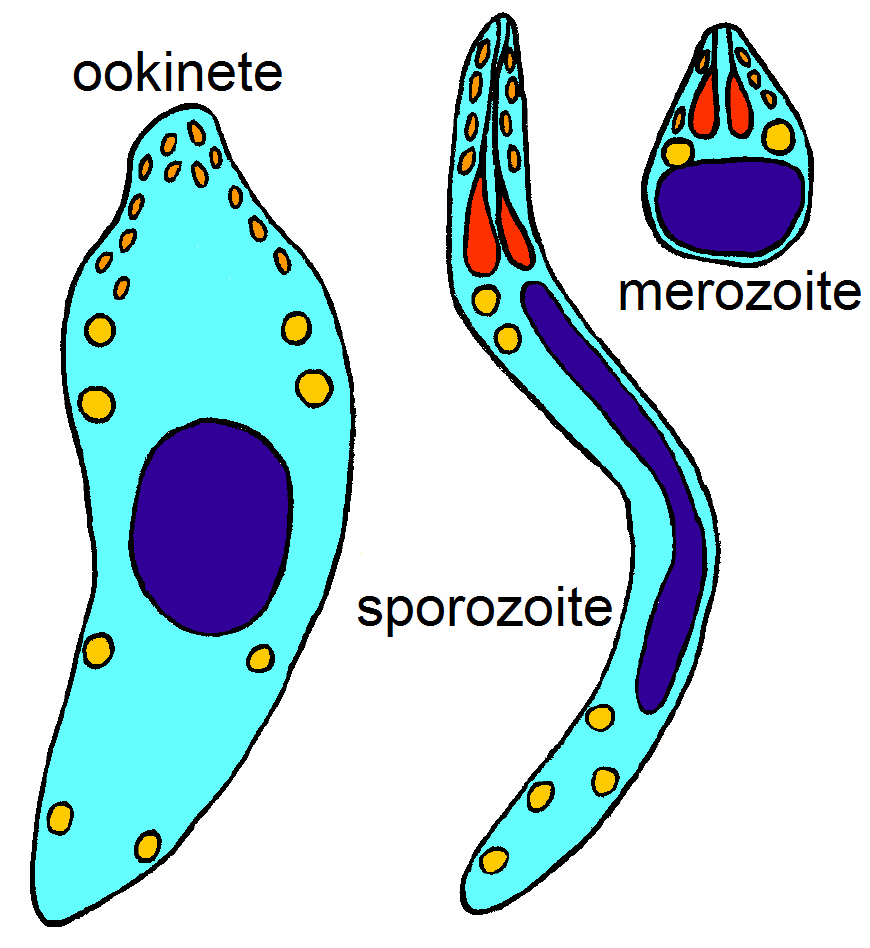
Ookinéta, sporozoita, merozoita

Az Apicomplexa minden, adott szerkezetekből és sejtszervecskékből álló csoporttal, az apikális komplexszel rendelkező eukariótát tartalmaz. Ez szerkezeti komponensekből és szekréciós sejtszervecskékből áll a gazdaszervezet sejtjeinek inváziójához az életciklus parazita szakaszaiban. Életciklusuk összetett, többszakaszos és ivartalan és ivaros szaporodást is tartalmaznak. Életciklusuk egy részén mind obligát paraziták, egyesek két külön gazdát fertőznek ivartalan és ivaros állomásuk során.
Az állandósult apikális komplexen túl morfológiailag sokrétűek. Az eltérő fajok és az egyes fajok életszakaszai nagyban eltérő méretű és alakú sejteket és eltérő sejtszerkezetet mutathatnak. Más eukariótákhoz hasonlóan van sejtmagjuk, endoplazmatikus retikulumuk és Golgi-komplexük. Általában 1 mitokondriumuk és egy másik endoszimbionta eredetű sejtszervecskéjük, apikoplasztiszuk van 35 kbp-os körkörös genommal az apikoplasztisz nélküli Cryptosporidium és a Gregarina niphandrodes kivételével.
A törzs minden tagja rendelkezik fertőző szakasszal, a sporozoitával, mely 3 eltérő szerkezetet tartalmaz apikális komplexében. Ez spirálisan elrendezett mikrotubulusokból (konoid), másodlagos testből (roptria) és 1 vagy több poláris gyűrűből áll. További 1 vagy 2 poláris gyűrűvel körülvett vékony elektronsűrű szekréciós testek (mikronéma) is jelen lehetnek. E szerkezet adja a törzs nevét. Gömbölyű sejtszervecskék, sűrű szemcsék további csoportja a sejt egészében található, nem csak az apikális komplexben, ezek átlagos átmérője általában 0,7 μm. Tartalmuk szekréciója a parazita inváziója és parazitofor vakuólumban való lokalizációja után történik és néhány percig fennáll.
- Ostorok csak a mozgó ivarsejten vannak. Ezek posterior helyzetűek, számuk változó (általában 1–3).
- Alapi testek vannak. Bár a Haemosporidia és a Piroplasmida ezekben tripletekkel rendelkeznek, a Coccidia és a Gregarinasina 9 tubulust tartalmaznak.
- A mitokondriumok cristái tubulárisak.
- Nincs centriólum, kloroplasztisz, ejektilis organellum vagy zárvány.
- A sejtet a mikropórusokkal rendelkező 3 membránrétegű alveoláris pellikulusz veszi körül.

Replikáció:
- A mitózis általában zárt, magi orsóval, egyes fajokban a pólusoknál nyitott.
- A sejtosztódás általában szkizogónia révén történik.
- A zigóta esetén történik meiózis.

### Mozgékonyság
Az Apicomplexa képes passzívan mozogni, lehetővé téve a szöveteken való átjutást és a gazdasejtekbe és onnan ki való haladást. Ezt az adhézió és kis statikus miozinmotorok teszik lehetővé.
Más közös jellemzők a csillók és az ivaros szaporodás hiánya, a táplálkozásra használt mikropórusok és a sporozoita oociszták mint fertőző változat.
Transzpozonjai ritkák, de azAscogregarina és Eimeria nemzetségekben ismertek.

## Életciklus

Általános Apicomplexa-életciklus: 1. zigóta (ciszta), 2. sporozoiták, 3. merozoiták, 4. gametociták

A legtöbb tag életciklusa komplex, ivartalan és ivaros szaporodással. Általában az entózishoz hasonló aktív invázióval fertőznek, ezután a sejtbe kerülő sporozoitákká osztódnak. Végül a sejtek felrobbannak, új sejtek fertőzésére képes merozoitákat kibocsátva. Ez többször is megtörténhet, míg gamonták keletkeznek, gamétákat létrehozva, melyek új cisztákká egyesülnek. Ezen alapmintának számos változata előfordul, és sok tagnak 1-nél több gazdája van. Az apikális komplex roptriákat és mikronémákat tartalmaz, melyek a sejt elülső oldalán nyílnak. Ezek a parazita más sejtbe való jutását lehetővé tevő enzimeket választanak el. A csúcsot mikrotubulusok sávja, a poláris gyűrű veszi körül, és a Conoidasida esetén tubulinokból álló konoid is megtalálható. A sejt többi részén a mikropórus kivételével a membránt alveolusok támasztják, félrideg pellikuluszt alkotva.
Az alveolusok és hasonló jellemzők miatt az Apicomplexa az Alveolata része. Számos hasonló ostoros, például a Perkinsus és a Colpodella hasonló szerkezeteket tartalmaznak és korábban ide sorolták, de a páncélos ostorosok közelebbi rokonai. Valószínűleg a két csoport közös őseihez hasonlíthatnak.
További hasonlóság, hogy számos Apicomplexa-sejt egy plasztiszt tartalmaz, az apikoplasztiszt, körülötte 3 vagy 4 membránnal. Funkciói közé tartozhat például a lipid- és hembioszintézis, és feltehetően szükséges az életben maradáshoz. Általában a plasztiszokat a páncélos ostorosok kloroplasztiszaival közös eredetűnek tekintik, és valószínűleg a vörösmoszatoktól származnak, nem a zöldmoszatoktól.

## Alcsoportok
A törzs 4 csoportot tartalmaz, ezek a Coccidia, a Gregarinasina, a Haemosporidia és a Marosporidia. A Coccidia és a Haematozoa feltehetően közeli rokonok.
A korábban az Apicomplexába sorolt Perkinsust új törzsbe helyezték, ez a Perkinsozoa.

### Gregarinasina

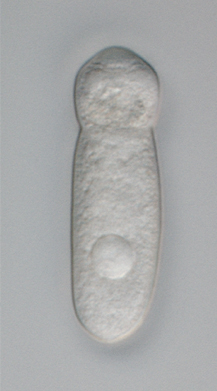
Gregarinasina-trofozoita

A Gregarinasina tagjai gyűrűsférgek, ízeltlábúak és puhatestűek parazitái. Általában gazdáik beleiben élnek, de más szövetet is támadhatnak. Életciklusuk során a trofozoita a gazdában szkizonta lesz, mely szkizogóniával számos merozoitává osztódik. Ezek a gazdasejt lízisekor kiszabadulnak, más sejtet megfertőzve. Az életciklus során gametociták keletkeznek, a gazdasejt lízisekor kiszabadulnak. Ezek több gamétát alkotnak, melyek egymással egyesülve oocisztát hoznak létre, melyeket a gazdából távozva új gazda vehet fel.

### Coccidia

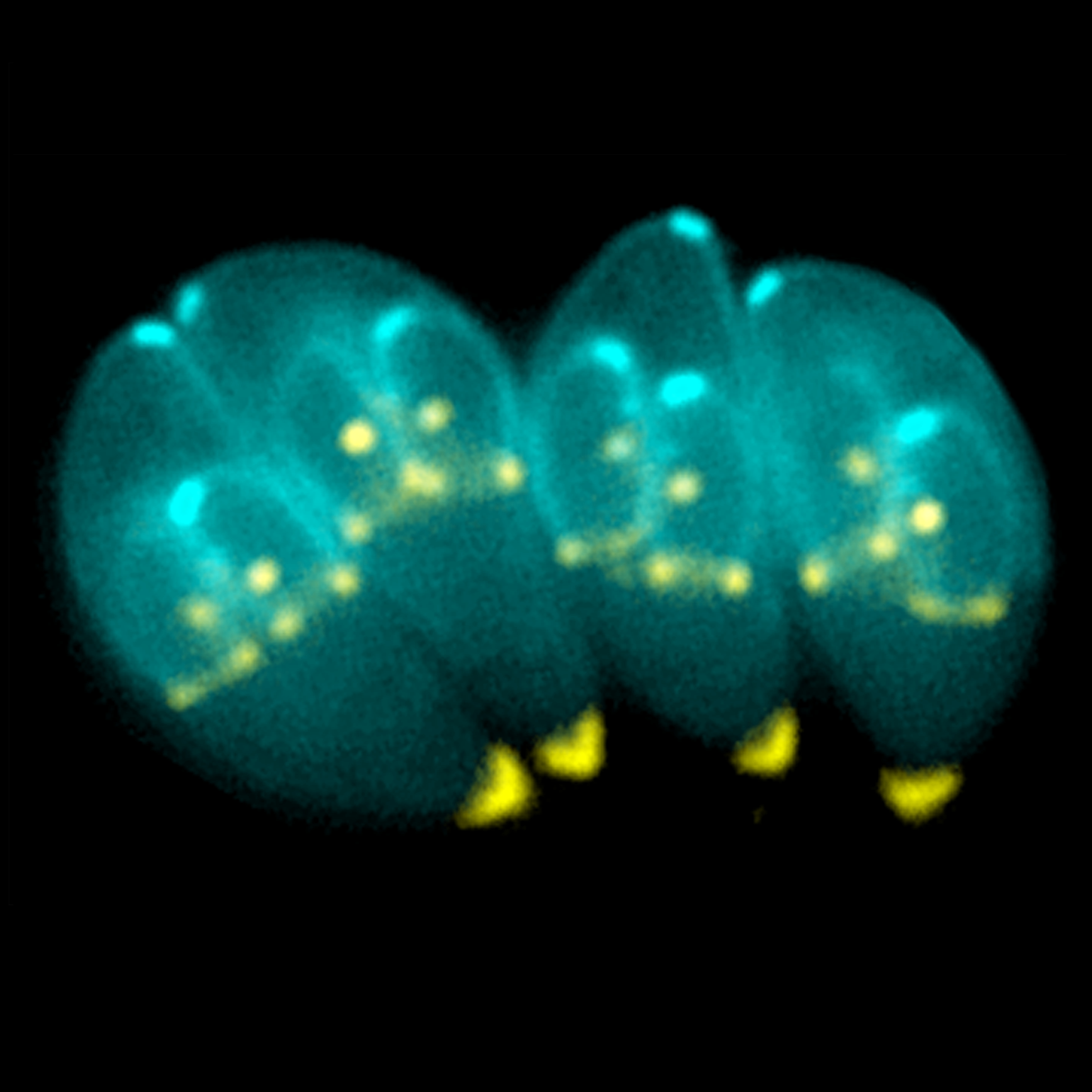
Osztódó Toxoplasma gondii

A Coccidia tagjai általában gerincesek parazitái. A Gregarinasinához hasonlóan gyakran a bél epitéliumát fertőzik, de más szövetet is fertőzhetnek.
Életciklusuk merogóniából, gametogóniából és sporogóniából áll. Bár hasonlítanak a Gregarinasinához, a zigótaképzés eltér. Egyes trofozoiták megnőnek makrogamétát létrehozva, mások ismétlődő osztódás során mikrogamétákat alkotnak (anizogámia). A mikrogaméták mozgékonyak és el kell jutniuk a makrogamétához, hogy megtermékenyítsék. Ekkor zigóta keletkezik, mely oocisztát hoz létre, mely általában a szervezetből távozik. Ha történik szizigium, az jelentősen anizogám ivarsejteket tartalmaz. Az életciklus nagyrészt haploid, az egyetlen diploid szakasz az általában rövid életű zigóta.
A Coccidia és a Gregarinasina fő különbsége a gamontákban van. A Coccidiában ezek kicsik, a sejtben vannak és nincs epimeritájuk vagy mükronjuk, a Gregarinasinában nagyok, a sejten kívül vannak és van epimeritájuk vagy mükronjuk. Ezenkívül a Coccidiában egy gamonta makrogametocitává válik, míg a Gregarinasinában a gamonták több gametocitát hoznak létre.

### Haemosporidia

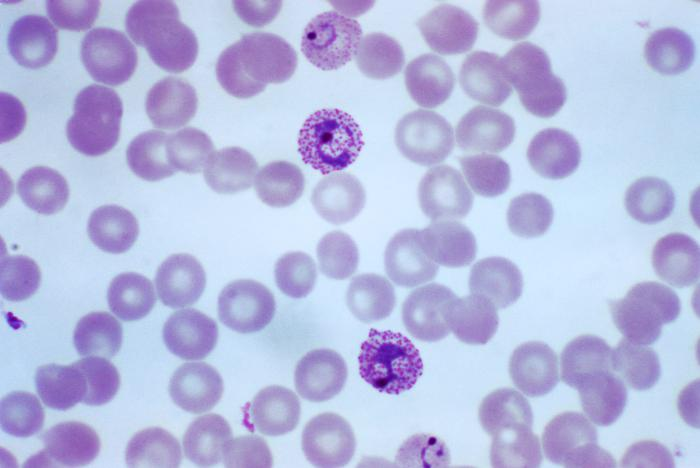
Plasmodium vivax-trofozoiták eritrociták közt

A Haemosporidia életciklusa komplexebb, ízeltlábú és gerinces gazda közt váltakozik. A trofozoita eritrocitákat vagy más szöveteket támad a gerinces gazdában. A mikro- és makrogaméták mindig a vérben vannak. A gamétákat vérrel táplálkozva veszi fel egy rovarvektor. A mikrogaméták a rovar beleiben vándorolnak és egyesülnek a makrogamétával, mely ezután ookinétává válik, és a vektor testén áthalad, ezután oocisztává válik, előbb meiózissal, majd mitózissal osztódik (haplonta életciklus) új sporozoitákat létrehozva. Ezek kimennek az oocisztából, a nyálmirigyekhez vándorolnak, ahol az új gerincesbe kerülnek az újabb táplálkozáskor.

### Marosporida
A Marosporida (Mathur, Kristmundsson, Gestal, Freeman, and Keeling 2020) osztály 2020-ban felfedezett Apicomplexa-osztály, a Coccidia és a Haemosporidia testvére. Az Aggregatidae (például az Aggregata octopiana (Frenzel 1885) és a Merocystis kathae (Dakin, 1911); eredetileg Coccidia), a Rhytidocystis fajai (például a Rhytidocystis sp. 1 és sp. 2 (Janouškovec et al. 2019); Rhytidocystidae (Levine, 1979), eredetileg Coccidia, Agamococcidiorida) fajai és a Margolisiella islandica (Kristmundsson et al. 2011; a Rhytidocystidae közeli rokonai) a tagjai. Tengeri gerincteleneket fertőznek. Plasztiszgenomjaik és a kanonikus Apicomplexa-plasztiszmetabolizmus megmaradt bennük, azonban ezek rendelkeznek a 2024-ig szekvenált legredukáltabb apikoplasztiszgenommal, nincs plasztisz-RNS-polimerázuk, és új ismereteket adhatnak a reduktív sejtszervecske-fejlődésben.

## Ökológia és elterjedés

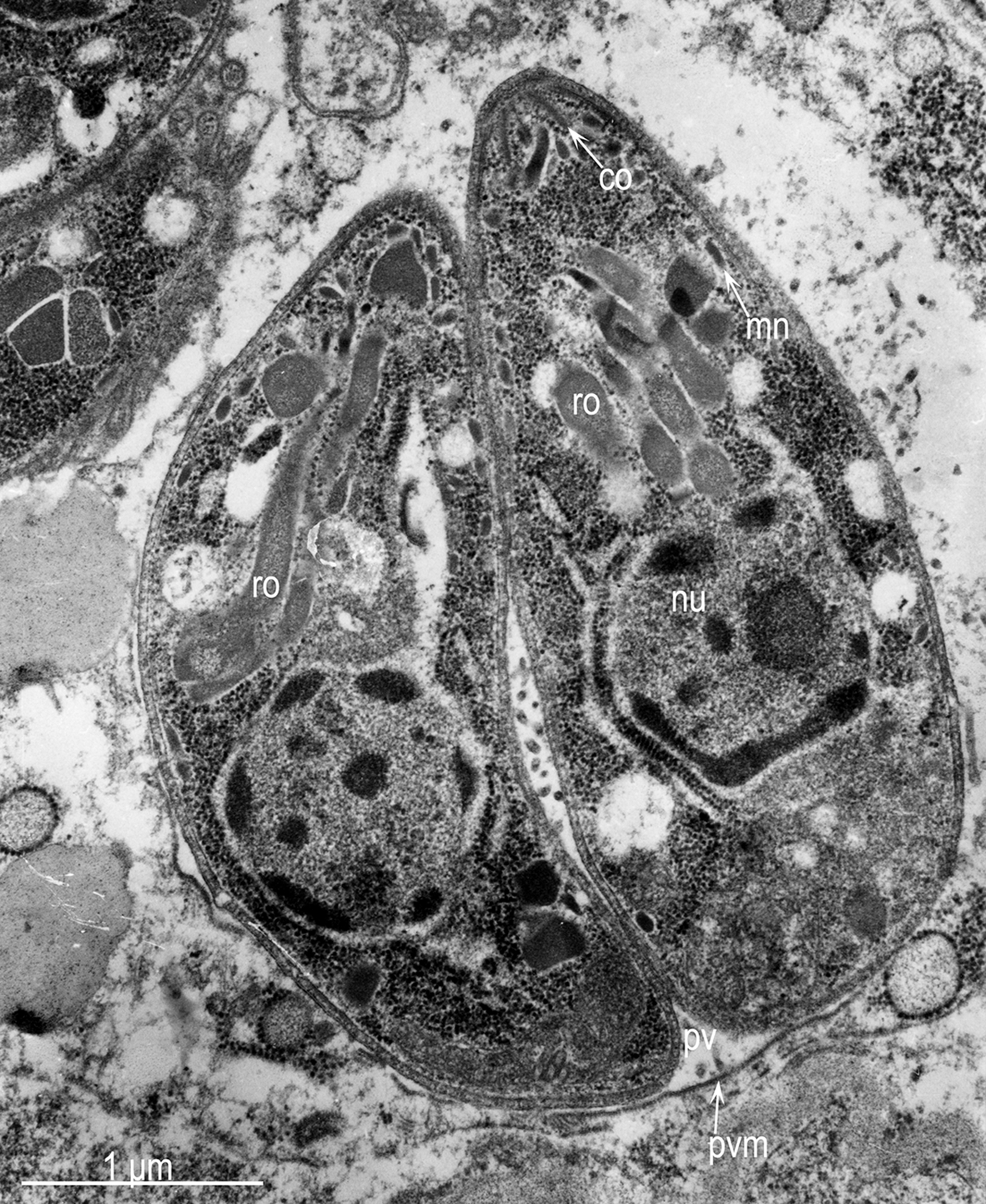
Két Toxoplasma gondii-tachizoita transzmissziós elektronmikroszkóp alatt

Az Apicomplexa legtöbb parazita tagja fontos humán és háziállat-patogén. A bakteriális patogénekkel szemben ezek eukarióták, és sok metabolikus útjuk közös a gazdaszervezeteikkel. Ez a terápiáscél-fejlesztést nehezíti – az Apicomplexát célzó gyógyszer valószínűleg károsítja humán gazdáját is. 2024-ben nem volt hatékony oltás a legtöbb ilyen parazita okozta betegség ellen. Orvosi kutatásukat nehezíti, hogy gyakran nehéz vagy lehetetlen élő parazitatenyészeteket fenntartani és genetikailag manipulálni a laboratóriumokban. 2012-től számos Apicomplexa-fajt kiválasztottak genomszekvenálásra. Ezek elérhetősége új lehetőségeket adnak a paraziták evolúciójáról és biokémiai képességéről. A genomikai információk fő forrása az EuPathDB webhelycsalád, mely jelenleg a Plasmodium nemzetség (PlasmoDB), a Coccidia (ToxoDB) piroplasms (PiroplasmaDB), és a Cryptosporidium (CryptoDB) esetén tartalmaz genomikai információt. Lehetséges gyógyszercélpont a plasztisz, és az Apicomplexa ellen ható létező gyógyszerek, például a tetraciklinek a plasztisz ellen hatnak.
Sok Coccidiomorpha-tag köztes gazdával is rendelkezik az elsődleges mellett, a gazdák fejlődése különböző módon és időkben történt. Egyesek eredeti gazdája a köztes, másoké az első gazda lett. Az Aggregata, Atoxoplasma, Cystoisospora, Schellackia és Toxoplasma nemzetségek eredeti gazdája az első, az Akiba, Babesiosoma, Babesia, Haemogregarina, Haemoproteus, Hepatozoon, Karyolysus, Leucocytozoon, Plasmodium, Sarcocystis és Theileria nemzetségeké a köztes.
Hasonló fertőzésvalószínűség-növelő stratégiák több nemzetségben is kialakultak. A polienergid oociszták és szöveti ciszták megtalálhatók a Protococcidiorida és Eimeriida rendekben. Hipnozoiták találhatók a Karyolysus lacerate és a legtöbb Plasmodium-faj esetén, transzovariális parazitaátadás történhet a Karyolysus és Babesia nemzetségekben.
A horizontális géntranszfer feltehetően a fejlődés elején történt a H4 hiszton 20. lizinjének (H4K20) módosítójának, a KMT5A-nak gazdaállattól az Apicomplexa ősére való átkerülésével. Egy másik gén – a H4K36-metiltranszferáz (növényekben Ashr3) – szintén így kerülhetett át.

### Vérben élő fajok
Az Apicomplexa 3 vérben élő parazita alrendet tartalmaz:
- Adeleorina – 8 nemzetség
- Laveraniina (korábban Haemosporina) – az alrend minden nemzetsége
- Eimeriorina – 2 nemzetség (Lankesterella és Schellackia)

Az Adelorina gerincteleneket és gerinceseket fertőző fajokat is tartalmaz. Az Eimeriorina – a törzs legnagyobb alrendje – életciklusa ivaros és ivartalan szakaszokból áll. Az ivartalanok szkizogóniával szaporodnak. A hím gametocita sok ivarsejtet termel, a zigóta fertőző oocisztává válik. Többségük monoxén (1 gazdát fertőznek), de néhány heteroxén (1-nél több gazdájuk van).
Ez utóbbi alrend családjainak száma vitatott – 1 és 20 között van szerzőség szerint –, és 19–25 nemzetsége van.

## Taxonómia

### Történet
Az első Apicomplexa-tagot Antonie van Leeuwenhoek látta, aki 1674-ben valószínűleg Eimeria stiedae-oocisztákat látott egy nyúl epehólyagjában. A törzs első leírt faja a Gregarina ovata, melyet Dufour fedezett fel fülbemászók beleiben és nevezett el. Szerinte ezek a mételyek rokona volt, melyet akkor a férgek (Vermes) közé soroltak. Azóta számos továbbit azonosítottak és elneveztek. 1826–1850 közt 41 fajt és 6 nemzetséget írtak le, 1951–1975 közt 1873 fajt és 83 nemzetséget adtak hozzá.
A korábbi spórásokat (Sporozoa), a Protozoa tagját Rudolf Leuckart vezette be 1879-ben és Otto Bütschli adoptálta 1880-ban. Később a jelenlegi Apicomplexában számos nem kapcsolódó csoporttal egyesült. Például Kudo (1954)-nél a Sporozoába tartozónak tekintette az Ascetosporea (Rhizaria), Microsporidia (Fungi), Myxozoa (Animalia) és Helicosporidium (Chlorophyta) csoportokat, Zierdt (1978) a Blastocystist (Stramenopila) is. A Dermocystidiumot is a Sporozoába sorolták be. Nem minden csoport rendelkezett spórákkal, de mind paraziták voltak. Azonban más parazita vagy szimbionta egysejtűek is a Sporozoán kívüli protozooncsoportokba (Flagellata, Ciliophora, Sarcodina) tartoztak, ha volt ostoruk (például Kinetoplastida, Retortamonadida, Diplomonadida, Trichomonadida, Hypermastigida), csillóik (például Balantidium) vagy állábaik (például Entamoeba, Acanthamoeba, Naegleria). Ha volt sejtfaluk, a növények közé sorolták be.
A Sporozoa biológiailag többé nem érvényes, használata nem ajánlott, de egyes szerzők az Apicomplexa szinonimájaként használják. Újabban más csoportok is kikerültek az Apicomplexából, például a Perkinsus és a Protalveolata csoportba átsorolt Colpodella.
Az Apicomplexa osztályzásának területe változik, jelentősen változott az 1970-ben létrejött formális elnevezés óta.
1987-re a törzs teljes felmérése véget ért: összesen 4516 fajt és 339 nemzetséget neveztek el. Ezek a következők voltak:
- Conoidasida
  - Gregarinasina p.p.
    - Eugregarinorida (1624 faj, 231 nemzetség)

  - Coccidiasina p.p
    - Eucoccidiorida p.p
      - Adeleorina p.p
        - Hemogregarinidae (399 faj, 4 nemzetség)

      - Eimeriorina (1771 faj, 43 nemzetség)
- Aconoidasida
  - Haemospororida (444 faj, 9 nemzetség)
  - Piroplasmorida (173 faj, 20 nemzetség)
- További kisebb csoportok (összesen 105 faj, 32 nemzetség)

Bár a törzs később jelentősen átalakult (a Haemosporidia rend 17 nemzetséget tartalmaz, nem 9-et), e számok valószínűleg közelítőleg továbbra is helyesek.

### Jacques Euzéby (1988)
Jacques Euzéby 1988-ban létrehozta a Haemosporidiasina osztályt a Piroplasmasina alosztály és a Haemospororina alrend egyesítésével.
- Subclassis Gregarinasina
- Subclassis Coccidiasina
  - Subordo Adeleorina
  - Subordo Eimeriorina
- Subclassis Haemosporidiasina
  - Ordo Achromatorida
  - Ordo Chromatorida

Az Achromatoridára és Chromatoridára való felosztásnak bár morfológiai alapon feltételezték, biológiai alapja lehet, mivel a hemozointárolás képessége feltehetően csak egyszer fejlődött ki.

### Roberts és Janovy (1996)
Roberts és Janovy 1996-ban a törzset az alábbi alosztályokra és alrendekre osztotta (kihagyva az osztályokat és rendeket):
- Subclassis Gregarinasina
- Subclassis Coccidiasina
  - Subordo Adeleorina
  - Subordo Eimeriorina
  - Subordo Haemospororina
- Subclassis Piroplasmasina

Ezek az alábbi 5 taxonómiai csoportot alkotják:
1. A Gregarinasina tagjai általában egygazdás gerinctelenparaziták.
2. Az Adeleorina egygazdás gerinctelen- vagy gerincesparaziták vagy kétgazdás, felváltva hematofág gerincteleneket és gerincesek vérét fertőző paraziták.
3. Az Eimeriorina sokrétű csoport egy- és kétgazdás gerinctelen- és gerincesparazitákkal. Gyakran Coccidiának nevezik az Adeleorinával együtt.
4. A Haemospororina, más néven maláriaparaziták, kétgazdás paraziták, melyek hematofág kétszárnyúakban és egyes négylábúak vérében élnek.
5. A Piroplasmasina kétgazdás paraziták, melyek kullancsokat és gerinceseket fertőznek.

### Perkins (2000)

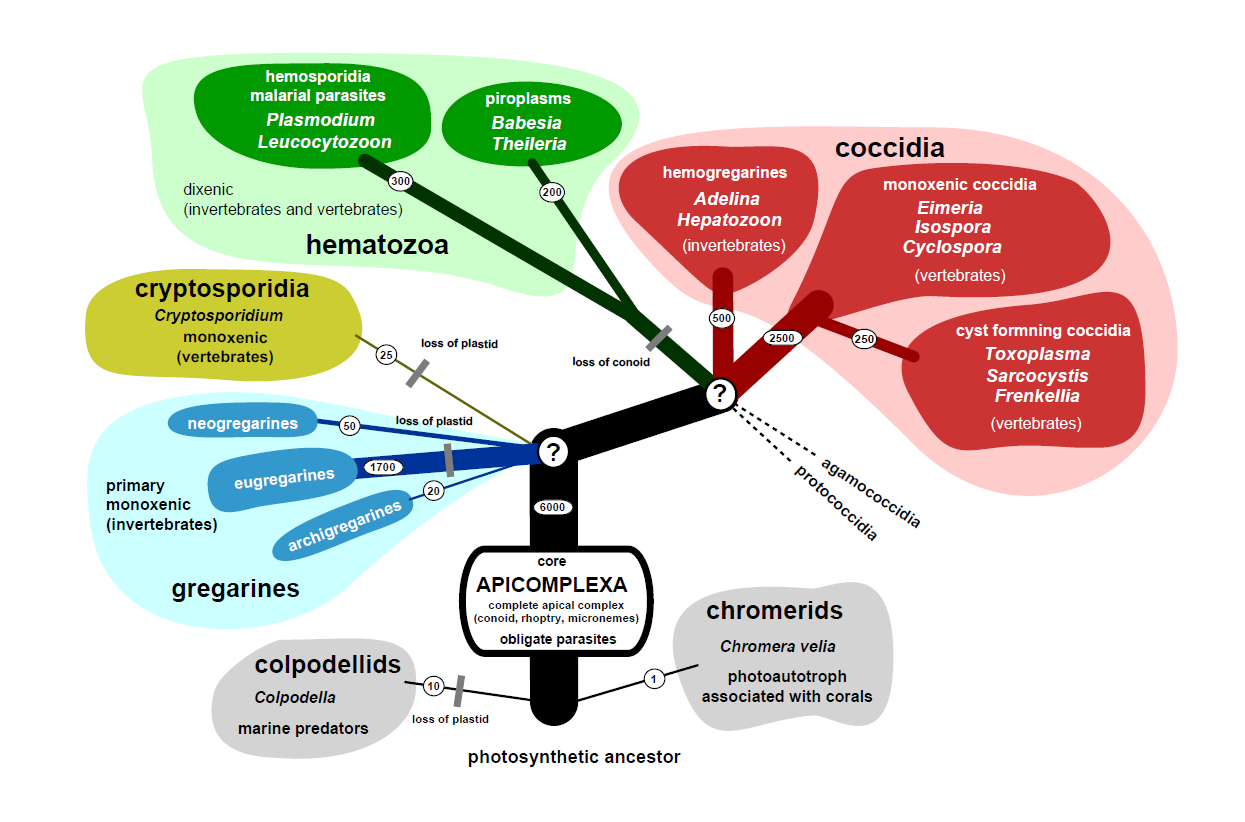

Perkins et al. az alábbi felosztást javasolta: It is outdated as the Perkinsidae have since been recognised as a sister group to the dinoflagellates rather that the Apicomplexia:
- Classis Aconoidasida
Konoid csak egyes fajok ookinétájában található.
  - Ordo Haemospororida
A makro- és mikrogaméta külön fejlődnek. Nincs szizigium. Az ookinéta konoiddal rendelkezik, a sporozoiták 3 falúak. Heteroxének: a merogónia helyszíne gerinces gazda, a sporogóniáé gerinctelen gazda. Általában vérszívókkal terjedő paraziták.

- Ordo Piroplasmorida

- Classis Conoidasida
  - Subclassis Gregarinasina
    - Ordo Archigregarinorida
    - Ordo Eugregarinorida
      - Subordo Adeleorina
      - Subordo Eimeriorina

    - Ordo Neogregarinorida

  - Subclassis Coccidiasina
    - Ordo Agamococcidiorida
    - Ordo Eucoccidiorida
    - Ordo Ixorheorida
    - Ordo Protococcidiorida
- Classis Perkinsasida

- Ordo Perkinsorida

- Familia Perkinsidae

A Protospiromonadida nevet a Gregarinomorpha és a Coccidiomorpha közös ősére javasolták.
E taxon további élőlénycsoportja a korallikolidáké. Ezek korallzátonyokban lévő belekben élnek. Kapcsolata a törzs többi tagjához nem ismert.
Egy újabb nemzetiséget, (Nephromyces) is azonosítottak, mely a Hematozoa feltételezett testvértaxonja és Tunicata-fajok veséiben él.

## Evolúció
A fotoszintetikus Chromerida kivételével a törzs minden tagja szabadon élő ősből kifejlődött parazita. Parazitává feltehetően a páncélos ostorosoktól való elkülönülés idején váltak. A törzs további fejlődése feltehetően mintegy 800 millió évvel ezelőtt történt. A legrégebbi élő klád feltehetően az Archigregarinorida.
E filogenetikai kapcsolatokat ritkán tanulmányozták alosztályok szintjén. A Haemosporidia a Gregarinarida rokona, a Piroplasmida és a Coccidia testvércsoportok. A Haemosporidia és a Piroplasmida feltehetően testvérkládok, és közelebb vannak a Coccidiához, mint a Gregarinasinához. A Marosporida a Coccidiomorphea testvércsoportja.
|  | Chromerida (Chromera, Vitrella, Piridium) |
|  |                                           |
|  | Colpodellida (Colpodella)                 |
|  |                                           |
|  | Voromonadida (Alphamonas, Voromonas)      |
|  |                                           |

|  | Cryptosporidium |
|  |                 |
|  | Gregarina s.s.  |
|  |                 |

|  | Aggregatidae (Aggregata, Merocystis)                                              |
|  |                                                                                   |
|  | \| \| Margolisiella \| \| \| \| \| \| Rhytidocystidae (Rhytidocystis) \| \| \| \| |
|  |                                                                                   |
|  | Margolisiella                                                                     |
|  |                                                                                   |
|  | Rhytidocystidae (Rhytidocystis)                                                   |
|  |                                                                                   |

|  | Margolisiella                   |
|  |                                 |
|  | Rhytidocystidae (Rhytidocystis) |
|  |                                 |

|  | Haemogregarinidae                                       |
|  |                                                         |
|  | Egygazdás tagok (Eimeria, Isospora, Cyclospora)         |
|  |                                                         |
|  | Cisztaképző tagok (Toxoplasma, Sarcocystis, Frenkellia) |
|  |                                                         |

|  | Piroplasmida (Babesia, Theileria)        |
|  |                                          |
|  | Hemosporidia (Plasmodium, Leucocytozoon) |
|  |                                          |

|  | Haemogregarinidae                                       |
|  |                                                         |
|  | Egygazdás tagok (Eimeria, Isospora, Cyclospora)         |
|  |                                                         |
|  | Cisztaképző tagok (Toxoplasma, Sarcocystis, Frenkellia) |
|  |                                                         |

|  | Piroplasmida (Babesia, Theileria)        |
|  |                                          |
|  | Hemosporidia (Plasmodium, Leucocytozoon) |
|  |                                          |

|  | Aggregatidae (Aggregata, Merocystis)                                              |
|  |                                                                                   |
|  | \| \| Margolisiella \| \| \| \| \| \| Rhytidocystidae (Rhytidocystis) \| \| \| \| |
|  |                                                                                   |
|  | Margolisiella                                                                     |
|  |                                                                                   |
|  | Rhytidocystidae (Rhytidocystis)                                                   |
|  |                                                                                   |

|  | Margolisiella                   |
|  |                                 |
|  | Rhytidocystidae (Rhytidocystis) |
|  |                                 |

|  | Haemogregarinidae                                       |
|  |                                                         |
|  | Egygazdás tagok (Eimeria, Isospora, Cyclospora)         |
|  |                                                         |
|  | Cisztaképző tagok (Toxoplasma, Sarcocystis, Frenkellia) |
|  |                                                         |

|  | Piroplasmida (Babesia, Theileria)        |
|  |                                          |
|  | Hemosporidia (Plasmodium, Leucocytozoon) |
|  |                                          |

|  | Haemogregarinidae                                       |
|  |                                                         |
|  | Egygazdás tagok (Eimeria, Isospora, Cyclospora)         |
|  |                                                         |
|  | Cisztaképző tagok (Toxoplasma, Sarcocystis, Frenkellia) |
|  |                                                         |

|  | Piroplasmida (Babesia, Theileria)        |
|  |                                          |
|  | Hemosporidia (Plasmodium, Leucocytozoon) |
|  |                                          |

|  | Cryptosporidium |
|  |                 |
|  | Gregarina s.s.  |
|  |                 |

|  | Aggregatidae (Aggregata, Merocystis)                                              |
|  |                                                                                   |
|  | \| \| Margolisiella \| \| \| \| \| \| Rhytidocystidae (Rhytidocystis) \| \| \| \| |
|  |                                                                                   |
|  | Margolisiella                                                                     |
|  |                                                                                   |
|  | Rhytidocystidae (Rhytidocystis)                                                   |
|  |                                                                                   |

|  | Margolisiella                   |
|  |                                 |
|  | Rhytidocystidae (Rhytidocystis) |
|  |                                 |

|  | Haemogregarinidae                                       |
|  |                                                         |
|  | Egygazdás tagok (Eimeria, Isospora, Cyclospora)         |
|  |                                                         |
|  | Cisztaképző tagok (Toxoplasma, Sarcocystis, Frenkellia) |
|  |                                                         |

|  | Piroplasmida (Babesia, Theileria)        |
|  |                                          |
|  | Hemosporidia (Plasmodium, Leucocytozoon) |
|  |                                          |

|  | Haemogregarinidae                                       |
|  |                                                         |
|  | Egygazdás tagok (Eimeria, Isospora, Cyclospora)         |
|  |                                                         |
|  | Cisztaképző tagok (Toxoplasma, Sarcocystis, Frenkellia) |
|  |                                                         |

|  | Piroplasmida (Babesia, Theileria)        |
|  |                                          |
|  | Hemosporidia (Plasmodium, Leucocytozoon) |
|  |                                          |

|  | Aggregatidae (Aggregata, Merocystis)                                              |
|  |                                                                                   |
|  | \| \| Margolisiella \| \| \| \| \| \| Rhytidocystidae (Rhytidocystis) \| \| \| \| |
|  |                                                                                   |
|  | Margolisiella                                                                     |
|  |                                                                                   |
|  | Rhytidocystidae (Rhytidocystis)                                                   |
|  |                                                                                   |

|  | Margolisiella                   |
|  |                                 |
|  | Rhytidocystidae (Rhytidocystis) |
|  |                                 |

|  | Haemogregarinidae                                       |
|  |                                                         |
|  | Egygazdás tagok (Eimeria, Isospora, Cyclospora)         |
|  |                                                         |
|  | Cisztaképző tagok (Toxoplasma, Sarcocystis, Frenkellia) |
|  |                                                         |

|  | Piroplasmida (Babesia, Theileria)        |
|  |                                          |
|  | Hemosporidia (Plasmodium, Leucocytozoon) |
|  |                                          |

|  | Haemogregarinidae                                       |
|  |                                                         |
|  | Egygazdás tagok (Eimeria, Isospora, Cyclospora)         |
|  |                                                         |
|  | Cisztaképző tagok (Toxoplasma, Sarcocystis, Frenkellia) |
|  |                                                         |

|  | Piroplasmida (Babesia, Theileria)        |
|  |                                          |
|  | Hemosporidia (Plasmodium, Leucocytozoon) |
|  |                                          |

|  | Chromerida (Chromera, Vitrella, Piridium) |
|  |                                           |
|  | Colpodellida (Colpodella)                 |
|  |                                           |
|  | Voromonadida (Alphamonas, Voromonas)      |
|  |                                           |

|  | Cryptosporidium |
|  |                 |
|  | Gregarina s.s.  |
|  |                 |

|  | Aggregatidae (Aggregata, Merocystis)                                              |
|  |                                                                                   |
|  | \| \| Margolisiella \| \| \| \| \| \| Rhytidocystidae (Rhytidocystis) \| \| \| \| |
|  |                                                                                   |
|  | Margolisiella                                                                     |
|  |                                                                                   |
|  | Rhytidocystidae (Rhytidocystis)                                                   |
|  |                                                                                   |

|  | Margolisiella                   |
|  |                                 |
|  | Rhytidocystidae (Rhytidocystis) |
|  |                                 |

|  | Haemogregarinidae                                       |
|  |                                                         |
|  | Egygazdás tagok (Eimeria, Isospora, Cyclospora)         |
|  |                                                         |
|  | Cisztaképző tagok (Toxoplasma, Sarcocystis, Frenkellia) |
|  |                                                         |

|  | Piroplasmida (Babesia, Theileria)        |
|  |                                          |
|  | Hemosporidia (Plasmodium, Leucocytozoon) |
|  |                                          |

|  | Haemogregarinidae                                       |
|  |                                                         |
|  | Egygazdás tagok (Eimeria, Isospora, Cyclospora)         |
|  |                                                         |
|  | Cisztaképző tagok (Toxoplasma, Sarcocystis, Frenkellia) |
|  |                                                         |

|  | Piroplasmida (Babesia, Theileria)        |
|  |                                          |
|  | Hemosporidia (Plasmodium, Leucocytozoon) |
|  |                                          |

|  | Aggregatidae (Aggregata, Merocystis)                                              |
|  |                                                                                   |
|  | \| \| Margolisiella \| \| \| \| \| \| Rhytidocystidae (Rhytidocystis) \| \| \| \| |
|  |                                                                                   |
|  | Margolisiella                                                                     |
|  |                                                                                   |
|  | Rhytidocystidae (Rhytidocystis)                                                   |
|  |                                                                                   |

|  | Margolisiella                   |
|  |                                 |
|  | Rhytidocystidae (Rhytidocystis) |
|  |                                 |

|  | Haemogregarinidae                                       |
|  |                                                         |
|  | Egygazdás tagok (Eimeria, Isospora, Cyclospora)         |
|  |                                                         |
|  | Cisztaképző tagok (Toxoplasma, Sarcocystis, Frenkellia) |
|  |                                                         |

|  | Piroplasmida (Babesia, Theileria)        |
|  |                                          |
|  | Hemosporidia (Plasmodium, Leucocytozoon) |
|  |                                          |

|  | Haemogregarinidae                                       |
|  |                                                         |
|  | Egygazdás tagok (Eimeria, Isospora, Cyclospora)         |
|  |                                                         |
|  | Cisztaképző tagok (Toxoplasma, Sarcocystis, Frenkellia) |
|  |                                                         |

|  | Piroplasmida (Babesia, Theileria)        |
|  |                                          |
|  | Hemosporidia (Plasmodium, Leucocytozoon) |
|  |                                          |

|  | Cryptosporidium |
|  |                 |
|  | Gregarina s.s.  |
|  |                 |

|  | Aggregatidae (Aggregata, Merocystis)                                              |
|  |                                                                                   |
|  | \| \| Margolisiella \| \| \| \| \| \| Rhytidocystidae (Rhytidocystis) \| \| \| \| |
|  |                                                                                   |
|  | Margolisiella                                                                     |
|  |                                                                                   |
|  | Rhytidocystidae (Rhytidocystis)                                                   |
|  |                                                                                   |

|  | Margolisiella                   |
|  |                                 |
|  | Rhytidocystidae (Rhytidocystis) |
|  |                                 |

|  | Haemogregarinidae                                       |
|  |                                                         |
|  | Egygazdás tagok (Eimeria, Isospora, Cyclospora)         |
|  |                                                         |
|  | Cisztaképző tagok (Toxoplasma, Sarcocystis, Frenkellia) |
|  |                                                         |

|  | Piroplasmida (Babesia, Theileria)        |
|  |                                          |
|  | Hemosporidia (Plasmodium, Leucocytozoon) |
|  |                                          |

|  | Haemogregarinidae                                       |
|  |                                                         |
|  | Egygazdás tagok (Eimeria, Isospora, Cyclospora)         |
|  |                                                         |
|  | Cisztaképző tagok (Toxoplasma, Sarcocystis, Frenkellia) |
|  |                                                         |

|  | Piroplasmida (Babesia, Theileria)        |
|  |                                          |
|  | Hemosporidia (Plasmodium, Leucocytozoon) |
|  |                                          |

|  | Aggregatidae (Aggregata, Merocystis)                                              |
|  |                                                                                   |
|  | \| \| Margolisiella \| \| \| \| \| \| Rhytidocystidae (Rhytidocystis) \| \| \| \| |
|  |                                                                                   |
|  | Margolisiella                                                                     |
|  |                                                                                   |
|  | Rhytidocystidae (Rhytidocystis)                                                   |
|  |                                                                                   |

|  | Margolisiella                   |
|  |                                 |
|  | Rhytidocystidae (Rhytidocystis) |
|  |                                 |

|  | Haemogregarinidae                                       |
|  |                                                         |
|  | Egygazdás tagok (Eimeria, Isospora, Cyclospora)         |
|  |                                                         |
|  | Cisztaképző tagok (Toxoplasma, Sarcocystis, Frenkellia) |
|  |                                                         |

|  | Piroplasmida (Babesia, Theileria)        |
|  |                                          |
|  | Hemosporidia (Plasmodium, Leucocytozoon) |
|  |                                          |

|  | Haemogregarinidae                                       |
|  |                                                         |
|  | Egygazdás tagok (Eimeria, Isospora, Cyclospora)         |
|  |                                                         |
|  | Cisztaképző tagok (Toxoplasma, Sarcocystis, Frenkellia) |
|  |                                                         |

|  | Piroplasmida (Babesia, Theileria)        |
|  |                                          |
|  | Hemosporidia (Plasmodium, Leucocytozoon) |
|  |                                          |

|  | Chromerida (Chromera, Vitrella, Piridium) |
|  |                                           |
|  | Colpodellida (Colpodella)                 |
|  |                                           |
|  | Voromonadida (Alphamonas, Voromonas)      |
|  |                                           |

|  | Cryptosporidium |
|  |                 |
|  | Gregarina s.s.  |
|  |                 |

|  | Aggregatidae (Aggregata, Merocystis)                                              |
|  |                                                                                   |
|  | \| \| Margolisiella \| \| \| \| \| \| Rhytidocystidae (Rhytidocystis) \| \| \| \| |
|  |                                                                                   |
|  | Margolisiella                                                                     |
|  |                                                                                   |
|  | Rhytidocystidae (Rhytidocystis)                                                   |
|  |                                                                                   |

|  | Margolisiella                   |
|  |                                 |
|  | Rhytidocystidae (Rhytidocystis) |
|  |                                 |

|  | Haemogregarinidae                                       |
|  |                                                         |
|  | Egygazdás tagok (Eimeria, Isospora, Cyclospora)         |
|  |                                                         |
|  | Cisztaképző tagok (Toxoplasma, Sarcocystis, Frenkellia) |
|  |                                                         |

|  | Piroplasmida (Babesia, Theileria)        |
|  |                                          |
|  | Hemosporidia (Plasmodium, Leucocytozoon) |
|  |                                          |

|  | Haemogregarinidae                                       |
|  |                                                         |
|  | Egygazdás tagok (Eimeria, Isospora, Cyclospora)         |
|  |                                                         |
|  | Cisztaképző tagok (Toxoplasma, Sarcocystis, Frenkellia) |
|  |                                                         |

|  | Piroplasmida (Babesia, Theileria)        |
|  |                                          |
|  | Hemosporidia (Plasmodium, Leucocytozoon) |
|  |                                          |

|  | Aggregatidae (Aggregata, Merocystis)                                              |
|  |                                                                                   |
|  | \| \| Margolisiella \| \| \| \| \| \| Rhytidocystidae (Rhytidocystis) \| \| \| \| |
|  |                                                                                   |
|  | Margolisiella                                                                     |
|  |                                                                                   |
|  | Rhytidocystidae (Rhytidocystis)                                                   |
|  |                                                                                   |

|  | Margolisiella                   |
|  |                                 |
|  | Rhytidocystidae (Rhytidocystis) |
|  |                                 |

|  | Haemogregarinidae                                       |
|  |                                                         |
|  | Egygazdás tagok (Eimeria, Isospora, Cyclospora)         |
|  |                                                         |
|  | Cisztaképző tagok (Toxoplasma, Sarcocystis, Frenkellia) |
|  |                                                         |

|  | Piroplasmida (Babesia, Theileria)        |
|  |                                          |
|  | Hemosporidia (Plasmodium, Leucocytozoon) |
|  |                                          |

|  | Haemogregarinidae                                       |
|  |                                                         |
|  | Egygazdás tagok (Eimeria, Isospora, Cyclospora)         |
|  |                                                         |
|  | Cisztaképző tagok (Toxoplasma, Sarcocystis, Frenkellia) |
|  |                                                         |

|  | Piroplasmida (Babesia, Theileria)        |
|  |                                          |
|  | Hemosporidia (Plasmodium, Leucocytozoon) |
|  |                                          |

|  | Cryptosporidium |
|  |                 |
|  | Gregarina s.s.  |
|  |                 |

|  | Aggregatidae (Aggregata, Merocystis)                                              |
|  |                                                                                   |
|  | \| \| Margolisiella \| \| \| \| \| \| Rhytidocystidae (Rhytidocystis) \| \| \| \| |
|  |                                                                                   |
|  | Margolisiella                                                                     |
|  |                                                                                   |
|  | Rhytidocystidae (Rhytidocystis)                                                   |
|  |                                                                                   |

|  | Margolisiella                   |
|  |                                 |
|  | Rhytidocystidae (Rhytidocystis) |
|  |                                 |

|  | Haemogregarinidae                                       |
|  |                                                         |
|  | Egygazdás tagok (Eimeria, Isospora, Cyclospora)         |
|  |                                                         |
|  | Cisztaképző tagok (Toxoplasma, Sarcocystis, Frenkellia) |
|  |                                                         |

|  | Piroplasmida (Babesia, Theileria)        |
|  |                                          |
|  | Hemosporidia (Plasmodium, Leucocytozoon) |
|  |                                          |

|  | Haemogregarinidae                                       |
|  |                                                         |
|  | Egygazdás tagok (Eimeria, Isospora, Cyclospora)         |
|  |                                                         |
|  | Cisztaképző tagok (Toxoplasma, Sarcocystis, Frenkellia) |
|  |                                                         |

|  | Piroplasmida (Babesia, Theileria)        |
|  |                                          |
|  | Hemosporidia (Plasmodium, Leucocytozoon) |
|  |                                          |

|  | Aggregatidae (Aggregata, Merocystis)                                              |
|  |                                                                                   |
|  | \| \| Margolisiella \| \| \| \| \| \| Rhytidocystidae (Rhytidocystis) \| \| \| \| |
|  |                                                                                   |
|  | Margolisiella                                                                     |
|  |                                                                                   |
|  | Rhytidocystidae (Rhytidocystis)                                                   |
|  |                                                                                   |

|  | Margolisiella                   |
|  |                                 |
|  | Rhytidocystidae (Rhytidocystis) |
|  |                                 |

|  | Haemogregarinidae                                       |
|  |                                                         |
|  | Egygazdás tagok (Eimeria, Isospora, Cyclospora)         |
|  |                                                         |
|  | Cisztaképző tagok (Toxoplasma, Sarcocystis, Frenkellia) |
|  |                                                         |

|  | Piroplasmida (Babesia, Theileria)        |
|  |                                          |
|  | Hemosporidia (Plasmodium, Leucocytozoon) |
|  |                                          |

|  | Haemogregarinidae                                       |
|  |                                                         |
|  | Egygazdás tagok (Eimeria, Isospora, Cyclospora)         |
|  |                                                         |
|  | Cisztaképző tagok (Toxoplasma, Sarcocystis, Frenkellia) |
|  |                                                         |

|  | Piroplasmida (Babesia, Theileria)        |
|  |                                          |
|  | Hemosporidia (Plasmodium, Leucocytozoon) |
|  |                                          |

|  | Chromerida (Chromera, Vitrella, Piridium) |
|  |                                           |
|  | Colpodellida (Colpodella)                 |
|  |                                           |
|  | Voromonadida (Alphamonas, Voromonas)      |
|  |                                           |

|  | Cryptosporidium |
|  |                 |
|  | Gregarina s.s.  |
|  |                 |

|  | Aggregatidae (Aggregata, Merocystis)                                              |
|  |                                                                                   |
|  | \| \| Margolisiella \| \| \| \| \| \| Rhytidocystidae (Rhytidocystis) \| \| \| \| |
|  |                                                                                   |
|  | Margolisiella                                                                     |
|  |                                                                                   |
|  | Rhytidocystidae (Rhytidocystis)                                                   |
|  |                                                                                   |

|  | Margolisiella                   |
|  |                                 |
|  | Rhytidocystidae (Rhytidocystis) |
|  |                                 |

|  | Haemogregarinidae                                       |
|  |                                                         |
|  | Egygazdás tagok (Eimeria, Isospora, Cyclospora)         |
|  |                                                         |
|  | Cisztaképző tagok (Toxoplasma, Sarcocystis, Frenkellia) |
|  |                                                         |

|  | Piroplasmida (Babesia, Theileria)        |
|  |                                          |
|  | Hemosporidia (Plasmodium, Leucocytozoon) |
|  |                                          |

|  | Haemogregarinidae                                       |
|  |                                                         |
|  | Egygazdás tagok (Eimeria, Isospora, Cyclospora)         |
|  |                                                         |
|  | Cisztaképző tagok (Toxoplasma, Sarcocystis, Frenkellia) |
|  |                                                         |

|  | Piroplasmida (Babesia, Theileria)        |
|  |                                          |
|  | Hemosporidia (Plasmodium, Leucocytozoon) |
|  |                                          |

|  | Aggregatidae (Aggregata, Merocystis)                                              |
|  |                                                                                   |
|  | \| \| Margolisiella \| \| \| \| \| \| Rhytidocystidae (Rhytidocystis) \| \| \| \| |
|  |                                                                                   |
|  | Margolisiella                                                                     |
|  |                                                                                   |
|  | Rhytidocystidae (Rhytidocystis)                                                   |
|  |                                                                                   |

|  | Margolisiella                   |
|  |                                 |
|  | Rhytidocystidae (Rhytidocystis) |
|  |                                 |

|  | Haemogregarinidae                                       |
|  |                                                         |
|  | Egygazdás tagok (Eimeria, Isospora, Cyclospora)         |
|  |                                                         |
|  | Cisztaképző tagok (Toxoplasma, Sarcocystis, Frenkellia) |
|  |                                                         |

|  | Piroplasmida (Babesia, Theileria)        |
|  |                                          |
|  | Hemosporidia (Plasmodium, Leucocytozoon) |
|  |                                          |

|  | Haemogregarinidae                                       |
|  |                                                         |
|  | Egygazdás tagok (Eimeria, Isospora, Cyclospora)         |
|  |                                                         |
|  | Cisztaképző tagok (Toxoplasma, Sarcocystis, Frenkellia) |
|  |                                                         |

|  | Piroplasmida (Babesia, Theileria)        |
|  |                                          |
|  | Hemosporidia (Plasmodium, Leucocytozoon) |
|  |                                          |

|  | Cryptosporidium |
|  |                 |
|  | Gregarina s.s.  |
|  |                 |

|  | Aggregatidae (Aggregata, Merocystis)                                              |
|  |                                                                                   |
|  | \| \| Margolisiella \| \| \| \| \| \| Rhytidocystidae (Rhytidocystis) \| \| \| \| |
|  |                                                                                   |
|  | Margolisiella                                                                     |
|  |                                                                                   |
|  | Rhytidocystidae (Rhytidocystis)                                                   |
|  |                                                                                   |

|  | Margolisiella                   |
|  |                                 |
|  | Rhytidocystidae (Rhytidocystis) |
|  |                                 |

|  | Haemogregarinidae                                       |
|  |                                                         |
|  | Egygazdás tagok (Eimeria, Isospora, Cyclospora)         |
|  |                                                         |
|  | Cisztaképző tagok (Toxoplasma, Sarcocystis, Frenkellia) |
|  |                                                         |

|  | Piroplasmida (Babesia, Theileria)        |
|  |                                          |
|  | Hemosporidia (Plasmodium, Leucocytozoon) |
|  |                                          |

|  | Haemogregarinidae                                       |
|  |                                                         |
|  | Egygazdás tagok (Eimeria, Isospora, Cyclospora)         |
|  |                                                         |
|  | Cisztaképző tagok (Toxoplasma, Sarcocystis, Frenkellia) |
|  |                                                         |

|  | Piroplasmida (Babesia, Theileria)        |
|  |                                          |
|  | Hemosporidia (Plasmodium, Leucocytozoon) |
|  |                                          |

|  | Aggregatidae (Aggregata, Merocystis)                                              |
|  |                                                                                   |
|  | \| \| Margolisiella \| \| \| \| \| \| Rhytidocystidae (Rhytidocystis) \| \| \| \| |
|  |                                                                                   |
|  | Margolisiella                                                                     |
|  |                                                                                   |
|  | Rhytidocystidae (Rhytidocystis)                                                   |
|  |                                                                                   |

|  | Margolisiella                   |
|  |                                 |
|  | Rhytidocystidae (Rhytidocystis) |
|  |                                 |

|  | Haemogregarinidae                                       |
|  |                                                         |
|  | Egygazdás tagok (Eimeria, Isospora, Cyclospora)         |
|  |                                                         |
|  | Cisztaképző tagok (Toxoplasma, Sarcocystis, Frenkellia) |
|  |                                                         |

|  | Piroplasmida (Babesia, Theileria)        |
|  |                                          |
|  | Hemosporidia (Plasmodium, Leucocytozoon) |
|  |                                          |

|  | Haemogregarinidae                                       |
|  |                                                         |
|  | Egygazdás tagok (Eimeria, Isospora, Cyclospora)         |
|  |                                                         |
|  | Cisztaképző tagok (Toxoplasma, Sarcocystis, Frenkellia) |
|  |                                                         |

|  | Piroplasmida (Babesia, Theileria)        |
|  |                                          |
|  | Hemosporidia (Plasmodium, Leucocytozoon) |
|  |                                          |

|  | Dinoflagellata |
|  |                |
|  | Perkinsozoa    |
|  |                |

|  | Chromerida (Chromera, Vitrella, Piridium) |
|  |                                           |
|  | Colpodellida (Colpodella)                 |
|  |                                           |
|  | Voromonadida (Alphamonas, Voromonas)      |
|  |                                           |

|  | Cryptosporidium |
|  |                 |
|  | Gregarina s.s.  |
|  |                 |

|  | Aggregatidae (Aggregata, Merocystis)                                              |
|  |                                                                                   |
|  | \| \| Margolisiella \| \| \| \| \| \| Rhytidocystidae (Rhytidocystis) \| \| \| \| |
|  |                                                                                   |
|  | Margolisiella                                                                     |
|  |                                                                                   |
|  | Rhytidocystidae (Rhytidocystis)                                                   |
|  |                                                                                   |

|  | Margolisiella                   |
|  |                                 |
|  | Rhytidocystidae (Rhytidocystis) |
|  |                                 |

|  | Haemogregarinidae                                       |
|  |                                                         |
|  | Egygazdás tagok (Eimeria, Isospora, Cyclospora)         |
|  |                                                         |
|  | Cisztaképző tagok (Toxoplasma, Sarcocystis, Frenkellia) |
|  |                                                         |

|  | Piroplasmida (Babesia, Theileria)        |
|  |                                          |
|  | Hemosporidia (Plasmodium, Leucocytozoon) |
|  |                                          |

|  | Haemogregarinidae                                       |
|  |                                                         |
|  | Egygazdás tagok (Eimeria, Isospora, Cyclospora)         |
|  |                                                         |
|  | Cisztaképző tagok (Toxoplasma, Sarcocystis, Frenkellia) |
|  |                                                         |

|  | Piroplasmida (Babesia, Theileria)        |
|  |                                          |
|  | Hemosporidia (Plasmodium, Leucocytozoon) |
|  |                                          |

|  | Aggregatidae (Aggregata, Merocystis)                                              |
|  |                                                                                   |
|  | \| \| Margolisiella \| \| \| \| \| \| Rhytidocystidae (Rhytidocystis) \| \| \| \| |
|  |                                                                                   |
|  | Margolisiella                                                                     |
|  |                                                                                   |
|  | Rhytidocystidae (Rhytidocystis)                                                   |
|  |                                                                                   |

|  | Margolisiella                   |
|  |                                 |
|  | Rhytidocystidae (Rhytidocystis) |
|  |                                 |

|  | Haemogregarinidae                                       |
|  |                                                         |
|  | Egygazdás tagok (Eimeria, Isospora, Cyclospora)         |
|  |                                                         |
|  | Cisztaképző tagok (Toxoplasma, Sarcocystis, Frenkellia) |
|  |                                                         |

|  | Piroplasmida (Babesia, Theileria)        |
|  |                                          |
|  | Hemosporidia (Plasmodium, Leucocytozoon) |
|  |                                          |

|  | Haemogregarinidae                                       |
|  |                                                         |
|  | Egygazdás tagok (Eimeria, Isospora, Cyclospora)         |
|  |                                                         |
|  | Cisztaképző tagok (Toxoplasma, Sarcocystis, Frenkellia) |
|  |                                                         |

|  | Piroplasmida (Babesia, Theileria)        |
|  |                                          |
|  | Hemosporidia (Plasmodium, Leucocytozoon) |
|  |                                          |

|  | Cryptosporidium |
|  |                 |
|  | Gregarina s.s.  |
|  |                 |

|  | Aggregatidae (Aggregata, Merocystis)                                              |
|  |                                                                                   |
|  | \| \| Margolisiella \| \| \| \| \| \| Rhytidocystidae (Rhytidocystis) \| \| \| \| |
|  |                                                                                   |
|  | Margolisiella                                                                     |
|  |                                                                                   |
|  | Rhytidocystidae (Rhytidocystis)                                                   |
|  |                                                                                   |

|  | Margolisiella                   |
|  |                                 |
|  | Rhytidocystidae (Rhytidocystis) |
|  |                                 |

|  | Haemogregarinidae                                       |
|  |                                                         |
|  | Egygazdás tagok (Eimeria, Isospora, Cyclospora)         |
|  |                                                         |
|  | Cisztaképző tagok (Toxoplasma, Sarcocystis, Frenkellia) |
|  |                                                         |

|  | Piroplasmida (Babesia, Theileria)        |
|  |                                          |
|  | Hemosporidia (Plasmodium, Leucocytozoon) |
|  |                                          |

|  | Haemogregarinidae                                       |
|  |                                                         |
|  | Egygazdás tagok (Eimeria, Isospora, Cyclospora)         |
|  |                                                         |
|  | Cisztaképző tagok (Toxoplasma, Sarcocystis, Frenkellia) |
|  |                                                         |

|  | Piroplasmida (Babesia, Theileria)        |
|  |                                          |
|  | Hemosporidia (Plasmodium, Leucocytozoon) |
|  |                                          |

|  | Aggregatidae (Aggregata, Merocystis)                                              |
|  |                                                                                   |
|  | \| \| Margolisiella \| \| \| \| \| \| Rhytidocystidae (Rhytidocystis) \| \| \| \| |
|  |                                                                                   |
|  | Margolisiella                                                                     |
|  |                                                                                   |
|  | Rhytidocystidae (Rhytidocystis)                                                   |
|  |                                                                                   |

|  | Margolisiella                   |
|  |                                 |
|  | Rhytidocystidae (Rhytidocystis) |
|  |                                 |

|  | Haemogregarinidae                                       |
|  |                                                         |
|  | Egygazdás tagok (Eimeria, Isospora, Cyclospora)         |
|  |                                                         |
|  | Cisztaképző tagok (Toxoplasma, Sarcocystis, Frenkellia) |
|  |                                                         |

|  | Piroplasmida (Babesia, Theileria)        |
|  |                                          |
|  | Hemosporidia (Plasmodium, Leucocytozoon) |
|  |                                          |

|  | Haemogregarinidae                                       |
|  |                                                         |
|  | Egygazdás tagok (Eimeria, Isospora, Cyclospora)         |
|  |                                                         |
|  | Cisztaképző tagok (Toxoplasma, Sarcocystis, Frenkellia) |
|  |                                                         |

|  | Piroplasmida (Babesia, Theileria)        |
|  |                                          |
|  | Hemosporidia (Plasmodium, Leucocytozoon) |
|  |                                          |

|  | Chromerida (Chromera, Vitrella, Piridium) |
|  |                                           |
|  | Colpodellida (Colpodella)                 |
|  |                                           |
|  | Voromonadida (Alphamonas, Voromonas)      |
|  |                                           |

|  | Cryptosporidium |
|  |                 |
|  | Gregarina s.s.  |
|  |                 |

|  | Aggregatidae (Aggregata, Merocystis)                                              |
|  |                                                                                   |
|  | \| \| Margolisiella \| \| \| \| \| \| Rhytidocystidae (Rhytidocystis) \| \| \| \| |
|  |                                                                                   |
|  | Margolisiella                                                                     |
|  |                                                                                   |
|  | Rhytidocystidae (Rhytidocystis)                                                   |
|  |                                                                                   |

|  | Margolisiella                   |
|  |                                 |
|  | Rhytidocystidae (Rhytidocystis) |
|  |                                 |

|  | Haemogregarinidae                                       |
|  |                                                         |
|  | Egygazdás tagok (Eimeria, Isospora, Cyclospora)         |
|  |                                                         |
|  | Cisztaképző tagok (Toxoplasma, Sarcocystis, Frenkellia) |
|  |                                                         |

|  | Piroplasmida (Babesia, Theileria)        |
|  |                                          |
|  | Hemosporidia (Plasmodium, Leucocytozoon) |
|  |                                          |

|  | Haemogregarinidae                                       |
|  |                                                         |
|  | Egygazdás tagok (Eimeria, Isospora, Cyclospora)         |
|  |                                                         |
|  | Cisztaképző tagok (Toxoplasma, Sarcocystis, Frenkellia) |
|  |                                                         |

|  | Piroplasmida (Babesia, Theileria)        |
|  |                                          |
|  | Hemosporidia (Plasmodium, Leucocytozoon) |
|  |                                          |

|  | Aggregatidae (Aggregata, Merocystis)                                              |
|  |                                                                                   |
|  | \| \| Margolisiella \| \| \| \| \| \| Rhytidocystidae (Rhytidocystis) \| \| \| \| |
|  |                                                                                   |
|  | Margolisiella                                                                     |
|  |                                                                                   |
|  | Rhytidocystidae (Rhytidocystis)                                                   |
|  |                                                                                   |

|  | Margolisiella                   |
|  |                                 |
|  | Rhytidocystidae (Rhytidocystis) |
|  |                                 |

|  | Haemogregarinidae                                       |
|  |                                                         |
|  | Egygazdás tagok (Eimeria, Isospora, Cyclospora)         |
|  |                                                         |
|  | Cisztaképző tagok (Toxoplasma, Sarcocystis, Frenkellia) |
|  |                                                         |

|  | Piroplasmida (Babesia, Theileria)        |
|  |                                          |
|  | Hemosporidia (Plasmodium, Leucocytozoon) |
|  |                                          |

|  | Haemogregarinidae                                       |
|  |                                                         |
|  | Egygazdás tagok (Eimeria, Isospora, Cyclospora)         |
|  |                                                         |
|  | Cisztaképző tagok (Toxoplasma, Sarcocystis, Frenkellia) |
|  |                                                         |

|  | Piroplasmida (Babesia, Theileria)        |
|  |                                          |
|  | Hemosporidia (Plasmodium, Leucocytozoon) |
|  |                                          |

|  | Cryptosporidium |
|  |                 |
|  | Gregarina s.s.  |
|  |                 |

|  | Aggregatidae (Aggregata, Merocystis)                                              |
|  |                                                                                   |
|  | \| \| Margolisiella \| \| \| \| \| \| Rhytidocystidae (Rhytidocystis) \| \| \| \| |
|  |                                                                                   |
|  | Margolisiella                                                                     |
|  |                                                                                   |
|  | Rhytidocystidae (Rhytidocystis)                                                   |
|  |                                                                                   |

|  | Margolisiella                   |
|  |                                 |
|  | Rhytidocystidae (Rhytidocystis) |
|  |                                 |

|  | Haemogregarinidae                                       |
|  |                                                         |
|  | Egygazdás tagok (Eimeria, Isospora, Cyclospora)         |
|  |                                                         |
|  | Cisztaképző tagok (Toxoplasma, Sarcocystis, Frenkellia) |
|  |                                                         |

|  | Piroplasmida (Babesia, Theileria)        |
|  |                                          |
|  | Hemosporidia (Plasmodium, Leucocytozoon) |
|  |                                          |

|  | Haemogregarinidae                                       |
|  |                                                         |
|  | Egygazdás tagok (Eimeria, Isospora, Cyclospora)         |
|  |                                                         |
|  | Cisztaképző tagok (Toxoplasma, Sarcocystis, Frenkellia) |
|  |                                                         |

|  | Piroplasmida (Babesia, Theileria)        |
|  |                                          |
|  | Hemosporidia (Plasmodium, Leucocytozoon) |
|  |                                          |

|  | Aggregatidae (Aggregata, Merocystis)                                              |
|  |                                                                                   |
|  | \| \| Margolisiella \| \| \| \| \| \| Rhytidocystidae (Rhytidocystis) \| \| \| \| |
|  |                                                                                   |
|  | Margolisiella                                                                     |
|  |                                                                                   |
|  | Rhytidocystidae (Rhytidocystis)                                                   |
|  |                                                                                   |

|  | Margolisiella                   |
|  |                                 |
|  | Rhytidocystidae (Rhytidocystis) |
|  |                                 |

|  | Haemogregarinidae                                       |
|  |                                                         |
|  | Egygazdás tagok (Eimeria, Isospora, Cyclospora)         |
|  |                                                         |
|  | Cisztaképző tagok (Toxoplasma, Sarcocystis, Frenkellia) |
|  |                                                         |

|  | Piroplasmida (Babesia, Theileria)        |
|  |                                          |
|  | Hemosporidia (Plasmodium, Leucocytozoon) |
|  |                                          |

|  | Haemogregarinidae                                       |
|  |                                                         |
|  | Egygazdás tagok (Eimeria, Isospora, Cyclospora)         |
|  |                                                         |
|  | Cisztaképző tagok (Toxoplasma, Sarcocystis, Frenkellia) |
|  |                                                         |

|  | Piroplasmida (Babesia, Theileria)        |
|  |                                          |
|  | Hemosporidia (Plasmodium, Leucocytozoon) |
|  |                                          |

|  | Chromerida (Chromera, Vitrella, Piridium) |
|  |                                           |
|  | Colpodellida (Colpodella)                 |
|  |                                           |
|  | Voromonadida (Alphamonas, Voromonas)      |
|  |                                           |

|  | Cryptosporidium |
|  |                 |
|  | Gregarina s.s.  |
|  |                 |

|  | Aggregatidae (Aggregata, Merocystis)                                              |
|  |                                                                                   |
|  | \| \| Margolisiella \| \| \| \| \| \| Rhytidocystidae (Rhytidocystis) \| \| \| \| |
|  |                                                                                   |
|  | Margolisiella                                                                     |
|  |                                                                                   |
|  | Rhytidocystidae (Rhytidocystis)                                                   |
|  |                                                                                   |

|  | Margolisiella                   |
|  |                                 |
|  | Rhytidocystidae (Rhytidocystis) |
|  |                                 |

|  | Haemogregarinidae                                       |
|  |                                                         |
|  | Egygazdás tagok (Eimeria, Isospora, Cyclospora)         |
|  |                                                         |
|  | Cisztaképző tagok (Toxoplasma, Sarcocystis, Frenkellia) |
|  |                                                         |

|  | Piroplasmida (Babesia, Theileria)        |
|  |                                          |
|  | Hemosporidia (Plasmodium, Leucocytozoon) |
|  |                                          |

|  | Haemogregarinidae                                       |
|  |                                                         |
|  | Egygazdás tagok (Eimeria, Isospora, Cyclospora)         |
|  |                                                         |
|  | Cisztaképző tagok (Toxoplasma, Sarcocystis, Frenkellia) |
|  |                                                         |

|  | Piroplasmida (Babesia, Theileria)        |
|  |                                          |
|  | Hemosporidia (Plasmodium, Leucocytozoon) |
|  |                                          |

|  | Aggregatidae (Aggregata, Merocystis)                                              |
|  |                                                                                   |
|  | \| \| Margolisiella \| \| \| \| \| \| Rhytidocystidae (Rhytidocystis) \| \| \| \| |
|  |                                                                                   |
|  | Margolisiella                                                                     |
|  |                                                                                   |
|  | Rhytidocystidae (Rhytidocystis)                                                   |
|  |                                                                                   |

|  | Margolisiella                   |
|  |                                 |
|  | Rhytidocystidae (Rhytidocystis) |
|  |                                 |

|  | Haemogregarinidae                                       |
|  |                                                         |
|  | Egygazdás tagok (Eimeria, Isospora, Cyclospora)         |
|  |                                                         |
|  | Cisztaképző tagok (Toxoplasma, Sarcocystis, Frenkellia) |
|  |                                                         |

|  | Piroplasmida (Babesia, Theileria)        |
|  |                                          |
|  | Hemosporidia (Plasmodium, Leucocytozoon) |
|  |                                          |

|  | Haemogregarinidae                                       |
|  |                                                         |
|  | Egygazdás tagok (Eimeria, Isospora, Cyclospora)         |
|  |                                                         |
|  | Cisztaképző tagok (Toxoplasma, Sarcocystis, Frenkellia) |
|  |                                                         |

|  | Piroplasmida (Babesia, Theileria)        |
|  |                                          |
|  | Hemosporidia (Plasmodium, Leucocytozoon) |
|  |                                          |

|  | Cryptosporidium |
|  |                 |
|  | Gregarina s.s.  |
|  |                 |

|  | Aggregatidae (Aggregata, Merocystis)                                              |
|  |                                                                                   |
|  | \| \| Margolisiella \| \| \| \| \| \| Rhytidocystidae (Rhytidocystis) \| \| \| \| |
|  |                                                                                   |
|  | Margolisiella                                                                     |
|  |                                                                                   |
|  | Rhytidocystidae (Rhytidocystis)                                                   |
|  |                                                                                   |

|  | Margolisiella                   |
|  |                                 |
|  | Rhytidocystidae (Rhytidocystis) |
|  |                                 |

|  | Haemogregarinidae                                       |
|  |                                                         |
|  | Egygazdás tagok (Eimeria, Isospora, Cyclospora)         |
|  |                                                         |
|  | Cisztaképző tagok (Toxoplasma, Sarcocystis, Frenkellia) |
|  |                                                         |

|  | Piroplasmida (Babesia, Theileria)        |
|  |                                          |
|  | Hemosporidia (Plasmodium, Leucocytozoon) |
|  |                                          |

|  | Haemogregarinidae                                       |
|  |                                                         |
|  | Egygazdás tagok (Eimeria, Isospora, Cyclospora)         |
|  |                                                         |
|  | Cisztaképző tagok (Toxoplasma, Sarcocystis, Frenkellia) |
|  |                                                         |

|  | Piroplasmida (Babesia, Theileria)        |
|  |                                          |
|  | Hemosporidia (Plasmodium, Leucocytozoon) |
|  |                                          |

|  | Aggregatidae (Aggregata, Merocystis)                                              |
|  |                                                                                   |
|  | \| \| Margolisiella \| \| \| \| \| \| Rhytidocystidae (Rhytidocystis) \| \| \| \| |
|  |                                                                                   |
|  | Margolisiella                                                                     |
|  |                                                                                   |
|  | Rhytidocystidae (Rhytidocystis)                                                   |
|  |                                                                                   |

|  | Margolisiella                   |
|  |                                 |
|  | Rhytidocystidae (Rhytidocystis) |
|  |                                 |

|  | Haemogregarinidae                                       |
|  |                                                         |
|  | Egygazdás tagok (Eimeria, Isospora, Cyclospora)         |
|  |                                                         |
|  | Cisztaképző tagok (Toxoplasma, Sarcocystis, Frenkellia) |
|  |                                                         |

|  | Piroplasmida (Babesia, Theileria)        |
|  |                                          |
|  | Hemosporidia (Plasmodium, Leucocytozoon) |
|  |                                          |

|  | Haemogregarinidae                                       |
|  |                                                         |
|  | Egygazdás tagok (Eimeria, Isospora, Cyclospora)         |
|  |                                                         |
|  | Cisztaképző tagok (Toxoplasma, Sarcocystis, Frenkellia) |
|  |                                                         |

|  | Piroplasmida (Babesia, Theileria)        |
|  |                                          |
|  | Hemosporidia (Plasmodium, Leucocytozoon) |
|  |                                          |

|  | Chromerida (Chromera, Vitrella, Piridium) |
|  |                                           |
|  | Colpodellida (Colpodella)                 |
|  |                                           |
|  | Voromonadida (Alphamonas, Voromonas)      |
|  |                                           |

|  | Cryptosporidium |
|  |                 |
|  | Gregarina s.s.  |
|  |                 |

|  | Aggregatidae (Aggregata, Merocystis)                                              |
|  |                                                                                   |
|  | \| \| Margolisiella \| \| \| \| \| \| Rhytidocystidae (Rhytidocystis) \| \| \| \| |
|  |                                                                                   |
|  | Margolisiella                                                                     |
|  |                                                                                   |
|  | Rhytidocystidae (Rhytidocystis)                                                   |
|  |                                                                                   |

|  | Margolisiella                   |
|  |                                 |
|  | Rhytidocystidae (Rhytidocystis) |
|  |                                 |

|  | Haemogregarinidae                                       |
|  |                                                         |
|  | Egygazdás tagok (Eimeria, Isospora, Cyclospora)         |
|  |                                                         |
|  | Cisztaképző tagok (Toxoplasma, Sarcocystis, Frenkellia) |
|  |                                                         |

|  | Piroplasmida (Babesia, Theileria)        |
|  |                                          |
|  | Hemosporidia (Plasmodium, Leucocytozoon) |
|  |                                          |

|  | Haemogregarinidae                                       |
|  |                                                         |
|  | Egygazdás tagok (Eimeria, Isospora, Cyclospora)         |
|  |                                                         |
|  | Cisztaképző tagok (Toxoplasma, Sarcocystis, Frenkellia) |
|  |                                                         |

|  | Piroplasmida (Babesia, Theileria)        |
|  |                                          |
|  | Hemosporidia (Plasmodium, Leucocytozoon) |
|  |                                          |

|  | Aggregatidae (Aggregata, Merocystis)                                              |
|  |                                                                                   |
|  | \| \| Margolisiella \| \| \| \| \| \| Rhytidocystidae (Rhytidocystis) \| \| \| \| |
|  |                                                                                   |
|  | Margolisiella                                                                     |
|  |                                                                                   |
|  | Rhytidocystidae (Rhytidocystis)                                                   |
|  |                                                                                   |

|  | Margolisiella                   |
|  |                                 |
|  | Rhytidocystidae (Rhytidocystis) |
|  |                                 |

|  | Haemogregarinidae                                       |
|  |                                                         |
|  | Egygazdás tagok (Eimeria, Isospora, Cyclospora)         |
|  |                                                         |
|  | Cisztaképző tagok (Toxoplasma, Sarcocystis, Frenkellia) |
|  |                                                         |

|  | Piroplasmida (Babesia, Theileria)        |
|  |                                          |
|  | Hemosporidia (Plasmodium, Leucocytozoon) |
|  |                                          |

|  | Haemogregarinidae                                       |
|  |                                                         |
|  | Egygazdás tagok (Eimeria, Isospora, Cyclospora)         |
|  |                                                         |
|  | Cisztaképző tagok (Toxoplasma, Sarcocystis, Frenkellia) |
|  |                                                         |

|  | Piroplasmida (Babesia, Theileria)        |
|  |                                          |
|  | Hemosporidia (Plasmodium, Leucocytozoon) |
|  |                                          |

|  | Cryptosporidium |
|  |                 |
|  | Gregarina s.s.  |
|  |                 |

|  | Aggregatidae (Aggregata, Merocystis)                                              |
|  |                                                                                   |
|  | \| \| Margolisiella \| \| \| \| \| \| Rhytidocystidae (Rhytidocystis) \| \| \| \| |
|  |                                                                                   |
|  | Margolisiella                                                                     |
|  |                                                                                   |
|  | Rhytidocystidae (Rhytidocystis)                                                   |
|  |                                                                                   |

|  | Margolisiella                   |
|  |                                 |
|  | Rhytidocystidae (Rhytidocystis) |
|  |                                 |

|  | Haemogregarinidae                                       |
|  |                                                         |
|  | Egygazdás tagok (Eimeria, Isospora, Cyclospora)         |
|  |                                                         |
|  | Cisztaképző tagok (Toxoplasma, Sarcocystis, Frenkellia) |
|  |                                                         |

|  | Piroplasmida (Babesia, Theileria)        |
|  |                                          |
|  | Hemosporidia (Plasmodium, Leucocytozoon) |
|  |                                          |

|  | Haemogregarinidae                                       |
|  |                                                         |
|  | Egygazdás tagok (Eimeria, Isospora, Cyclospora)         |
|  |                                                         |
|  | Cisztaképző tagok (Toxoplasma, Sarcocystis, Frenkellia) |
|  |                                                         |

|  | Piroplasmida (Babesia, Theileria)        |
|  |                                          |
|  | Hemosporidia (Plasmodium, Leucocytozoon) |
|  |                                          |

|  | Aggregatidae (Aggregata, Merocystis)                                              |
|  |                                                                                   |
|  | \| \| Margolisiella \| \| \| \| \| \| Rhytidocystidae (Rhytidocystis) \| \| \| \| |
|  |                                                                                   |
|  | Margolisiella                                                                     |
|  |                                                                                   |
|  | Rhytidocystidae (Rhytidocystis)                                                   |
|  |                                                                                   |

|  | Margolisiella                   |
|  |                                 |
|  | Rhytidocystidae (Rhytidocystis) |
|  |                                 |

|  | Haemogregarinidae                                       |
|  |                                                         |
|  | Egygazdás tagok (Eimeria, Isospora, Cyclospora)         |
|  |                                                         |
|  | Cisztaképző tagok (Toxoplasma, Sarcocystis, Frenkellia) |
|  |                                                         |

|  | Piroplasmida (Babesia, Theileria)        |
|  |                                          |
|  | Hemosporidia (Plasmodium, Leucocytozoon) |
|  |                                          |

|  | Haemogregarinidae                                       |
|  |                                                         |
|  | Egygazdás tagok (Eimeria, Isospora, Cyclospora)         |
|  |                                                         |
|  | Cisztaképző tagok (Toxoplasma, Sarcocystis, Frenkellia) |
|  |                                                         |

|  | Piroplasmida (Babesia, Theileria)        |
|  |                                          |
|  | Hemosporidia (Plasmodium, Leucocytozoon) |
|  |                                          |

|  | Dinoflagellata |
|  |                |
|  | Perkinsozoa    |
|  |                |

Janouškovec et al. (2015) valamivel eltérő filogenetikát javasolt, mások többszörös fotoszintézisvesztésről szóló elméletét alátámasztva. Ez tartalmazza az első filogenetikai bizonyítékot arra, hogy többször vesztették el a plasztiszok a genomjukat.